# Ottis Anderson
Ottis Jerome Anderson, detto O.J. (West Palm Beach, 19 gennaio 1957), è un ex giocatore di football americano statunitense che ha giocato nel ruolo di running back per i St. Louis Cardinals e i New York Giants della National Football League (NFL). Ha vinto due Super Bowl coi Giants, venendo nominato MVP della gara nel 1990.

## Carriera professionistica

### St. Louis Cardinals
Anderson fu scelto come ottavo assoluto nel Draft NFL 1979 dai St. Louis Cardinals. La sua fu probabilmente la miglior prima partita in carriera della storia della NFL quando corse per ben 193 yard. Le sue 1.605 corse come rookie furono una delle poche note note liete della stagione 1979 dei Cardinals, che terminarono con un record di 5-11. Anderson fu premiato come rookie offensivo dell'anno e fu convocato per il Pro Bowl.
Nelle sue prime sei stagioni Anderson superò cinque volte le mille yard corse. L'unica eccezione fu nel 1982 quando la stagione fu accorciata per lo sciopero dei giocatori, in cui corse 587 yard in 8 gare dispute, una media che gli avrebbe consentito di superare le mille yard in una stagione da 16 gare.
I Cardinals raggiunsero i playoff nel 1982, grazie all'espansione dei partecipanti per via dell'accorciamento della stagione. Furono i primi playoff della squadra dal 1975 e gli ultimi fino al 1998. Anderson corse 58 yard su otto possessi nella sconfitta contro i Green Bay Packers nel primo turno.

### New York Giants
Successivamente gli infortuni limitarono molto il numero di gare stagionali disputare da Anderson, contemporaneamente alla sua esplosività. Dopo un anno e mezzo, Stump Mitchell emerse come il running back principale dei Cardinals, così Ottis fu scambiato coi New York Giants a metà della stagione 1986, finendo per essere uno degli ultimi giocatori nella graduatoria dei running back della sua nuova squadra. In quel momento della sua carriera, Anderson era chiaramente più adatto nelle azioni nei pressi della goal line o nelle giocate a corto raggio. Corse solo 6 yard su 7 possessi nei playoff del 1986 ma segnò un touchdown su corsa nella vittoria dei Giants sui Denver Broncos nel Super Bowl XXI.
Nelle sue due prime stagioni e mezza a New York, Anderson non commise alcun fumble nelle sue cento corse tentate. Nel 1989 divenne il running back principale dell'attacco guidato da Bill Parcells, vincendo l'NFL Comeback Player of the Year Award. Quell'anno segnò un primato in carriera di 14 touchdown su corsa, correndo 1.023 yard su 325 possessi. Fu ancora il running back di punta dei Giants l'anno successivo quando vinsero il Super Bowl XXV in cui fu nominato MVP grazie a 102 yard corse e un touchdown. Come prassi per quella squadra dei Giants che puntava sul controllo di palla, il loro tempo di possesso fu doppio di quello dei Buffalo Bills, i loro avversari, nel primo Super Bowl senza una palla persa da parte di entrambe le squadre. Anderson è uno dei soli quattro running back della storia della NFL ad aver segnato dei touchdown su corsa in due differenti Super Bowl ed essere nominato MVP (solo Franco Harris e John Riggins avevano compiuto questa impresa prima di Anderson e solo Emmitt Smith dopo di lui).
Anderson fu sostituito da Rodney Hampton nel 1991. La sua ultima stagione fu quella del 1992. Anderson compì soli tre fumble in 739 possessi coi Giants dal 1987 al 1992.
Al momento del ritiro, Anderson si trovava al settimo posto nella classifica di tutti i tempi per touchdown segnati su corsa e all'ottavo nella classifica delle yard corse.

## Palmarès
- Super Bowl : 2 Vittorie del Super Bowl (XXI, XXV)
- MVP del Super Bowl (XXV)
- (2) Pro Bowl (1979, 1980)
- (2) All-Pro (1979, 1980)
- NFL Comeback Player of the Year Award (1989)
- Rookie offensivo dell'anno (1979)
- PFWA All-Rookie Team - 1979
- Club delle 10.000 yard corse in carriera

## Statistiche
| Yard corse    | 10.273 |
| Media         | 4,0    |
| Tackle totali | 86     |